# Ribeira do Cerrado
A Ribeira do Cerrado é um curso de água português localizado na freguesia de Pedro Miguel, ilha do Faial, arquipélago dos Açores.
Este curso de água tem origem a uma cota de cerca de 900 metros de altitude nos contrafortes montanhosos do Canto dos Banquinhos. Procede à drenagem da bacia hidrográfica da referida elevação bem como de parte do Alto do Cabouco, bem de como toda a área que se estende desta até se encontrar com a Ribeira do Rato de que é afluente.
Esta Ribeira recebe afluentes de pequena monte e junto com a Ribeira do Rato segue para o Oceano indo desaguar no Oceano Atlântico depois de passar na localidade de Pedro Miguel, numa vasta baía, entre a Ponta de João Dias e a Ponta da Ribeirinha.